# مجدي المالكي
مجدي محمد إبراهيم المالكي (22 أغسطس 1960-) أكاديمي فلسطيني، حاصل على بكالوريوس علم الاجتماع من جامعة بيرزيت عام 1986، ونال درجة الماجستير والدكتوراة من جامعة غرب باريس نانتير لاديفونس في علم اجتماع التنمية عام 1994، وأصبح أستاذ مشارك في علم الاجتماع عام 2006. يشغل حالياً منصب مدير مكتب مؤسسة الدراسات الفلسطينية في رام الله.

## حياته العملية
شغل مجدي المالكي عدة مناصب ومنها، زميل باحث زائر في مركز بيسان للأبحاث والتطوير منذ عام 1988، ثم انتقل للعمل مستشار اجتماعي في لجنة الإغاثة الزراعية الفلسطينية عام 1994، ومنسق المنظمات غير الحكومية المحلية والدولية في المجلس الإقتصادي الفلسطيني للتنمية والإعمار (بكدار)، وفي عام 1995 عُين محاضراً في دائرة علم الاجتماع في جامعة بيرزيت، ومدير معهد إبراهيم أبو لغد للدراسات الدولية خلال الفترة (2002-2009)، وعميد كلية الأداب في جامعة بيرزيت خلال الفترة (2015-2020)، وهو زميل باحث في مؤسسة الدراسات الفلسطينية منذ عام 2008، ورئيس دائرة الأبحاث فيها. وشارك في العديد من المؤتمرات المحلية والدولية.

## مؤلفاته
صدر للمالكي العديد من الكتب المتعلقة بالصراع الفلسطيني الإسرائيلي، والتنمية والمجتمع المدني ومنها:
- الحركة الطلابية الفلسطينية ومهمات المرحلة تجارب وآراء، الصادر عن المؤسسة الوطنية لدراسة الديمقراطية عام 2000.
- القطاع الإقتصادي غير المنظم في الضفة الغربية وقطاع غزة: الخصائص الإجتماعية الإقتصادية العامة، الصادر عن معهد أبحاث السياسات الإقتصادية الفلسطيني عام 2004.
- تعداد المنظمات غير الحكومية الفلسطينية في الضفة الغربية وقطاع غزة. بالتعاون مع ياسر شلبي، وحسن لدادوة عام 2007.
- المؤسسات الشبابية في الأراضي الفلسطينية ورأس المال الاجتماعي، الصادر عن ماس عام 2011.
- تحولات المجتمع الفلسطيني منذ سنة 1948، جدلية الفقدان وتحديات البقاء الصادر عن مؤسسات الدراسات الفلسطينية عام 2013.
- المدينة الفلسطينية: قضايا في التحولات الحضرية بالتعاون مع الدكتور سليم تماري صادر عن مؤسسات الدراسات الفلسطينية عام 2021.